# 下洋镇 (龙岩市)
下洋镇是中国福建省龙岩市永定县下辖的一个镇，位于永定县东南部，面积为178.9平方公里，常住人口约3.6万人。

## 行政区划
下洋镇共辖20个行政村，分别是：
陈正村、东山村、北斗村、西山村、下洋村、中川村、富川村、觉川村、思贤村、东联村、沿江村、下坪村、三联村、大瑞村、丹竹村、上川村、霞村、初溪村、月流村和廖陂村。

## 地理
下洋镇位于永定县东南部、金丰溪下游，东与大溪乡毗邻，东南与湖山乡、平和县芦溪乡相连，西南与广东省大埔县茶阳镇、西河镇相靠，北与岐岭乡接壤。

## 交通
- 双永高速公路、203省道

## 教育
- 永定县下洋镇侨育中学
- 永定县下洋镇侨钦中学
- 永定县天德中学
- 永定县下洋镇中心小学

## 医疗
- 永定县下洋华侨医院

## 侨乡
下洋镇是福建著名侨乡。有海外侨胞和港、澳、台同胞7.6万多人，侨眷、侨属5600多户，归侨1050人，每年的侨汇占永定县全县的60％以上。

## 文物保护单位
- 虎豹别墅
- 胡氏宗祠